# Poecilmitis beaufortia
Poecilmitis beaufortia är en fjärilsart som beskrevs av Dickson 1966. Poecilmitis beaufortia ingår i släktet Poecilmitis och familjen juvelvingar. Inga underarter finns listade i Catalogue of Life.